# Canards du doute
Canards du doute est une nouvelle sarcastique et humoristique de science-fiction de Philippe Curval.

## Publications
La nouvelle a été publiée en « version courte » le 5 avril 1997 dans un supplément du journal Libération, puis en « version longue » dans le recueil Dernières nouvelles de Molloy (1997).
Elle a été reprise ensuite dans SF 98 : les meilleurs récits de l'année, Le Bélial', 1er semestre 1998, ainsi que dans l’anthologie Les Passeurs de millénaires (2005).

## Résumé
Dans un monde où les humains sont devenues des zombies de l'intelligence et de la réflexion intellectuelle, certains tombent malades et vont mourir de maladies mentales : leur cerveau, sous-employé, voire inutilisé, tombe malade et meurt. Une seule solution pour tenter de recouvrer la santé, c'est utiliser une drogue puissante : la lecture.
Mais trouver des livres est très difficile, depuis que les bibliothèques ont été fermées et qu'on les a détruits à plus de 99 %. Le héros parvient à acheter au marché noir quelques romans, qu'il a beaucoup de peine, dans les premiers mois, à lire. Son pharmacien en médicaments devient donc pharmacien en livres. Mais comme les livres sont plus ou moins interdits, il pratique cette activité de libraire en cachette, loin des regards de l'Autorité. Le héros parvient à finir un livre. Puis un deuxième. Puis un troisième. Avec effroi, il constate que la lecture devient une drogue, dont l'absence crée un état de manque difficile à combler. Il est devenu dépendant à la lecture ! 
À la fin de la nouvelle, complètement abruti par sa drogue de lecture, et après avoir appris l'arrestation de son pharmacien, il sombre dans un état antisocial et devient carrément un vrai délinquant : il se lance dans une carrière d'écrivain…